# Senat für Notarsachen des Bundesgerichtshofs
Der Senat für Notarsachen ist ein Spezialsenat des Bundesgerichtshofs in Karlsruhe.

## Zuständigkeit
Die Zuständigkeit des Senats erfasst kraft Gesetzes diejenigen Angelegenheiten, die in der Bundesnotarordnung (BNotO) dem Bundesgerichtshof zugewiesen sind, mit Ausnahme der Entscheidungen nach § 108 Abs. 2 i. V. m. § 104 Abs. 2 Satz 2 BNotO, für die der I. Zivilsenat zuständig ist.

## Errichtung
Der Senat für Notarsachen wurde zum 1. Januar 1962 errichtet.

## Besetzung
Der Senat für Notarsachen setzt sich nach §§ 106 f. BNotO aus einem Vorsitzenden und zwei beisitzenden Mitgliedern des Bundesgerichtshofs sowie zwei Notaren als ehrenamtliche Beisitzer zusammen. Der Senat ist gegenwärtig (Stand: Juni 2022) wie folgt besetzt:
- Vorsitzender: Ulrich Herrmann
- Beisitzer: Valeska Böttcher, Oliver Klein, Christina Pernice, Harald Reiter, Stefanie Roloff